# オトナになる方法
『オトナになる方法』（おとなになるほうほう）は、山田南平の少女漫画。

## 概要
「123cmのダンディ」に始まる『久美子&真吾シリーズ』が白泉社の少女漫画雑誌『花とゆめ』1990年20号から1993年24号まで連載。『オトナになる方法』が完結編として同誌1994年2号から1997年4号まで連載されたが、シリーズの3分の2をこのタイトルが占めるため、後に白泉社文庫より改めてシリーズ全体を『オトナになる方法』と名づけて再刊された。
2002年以降、続編に当たる久美子と真吾や主要キャラの子どもたちがメインとなったストーリー及び脇役のその後を描いたストーリーが『ザ花とゆめ』、『花とゆめプラス』、『別冊花とゆめ』に掲載され、それらのうち5編をまとめた『オトナのコドモたち オトナになる方法特別編』が2007年8月に発売された。本書に収録された最後の作品である「プラスティックチェリー」story01と単行本未収録の同作story02はそれぞれ『花ゆめAi』Vol.20とVol.21に掲載されている。

## あらすじ
美人女子高生・加藤久美子の王子様は身長差30センチ、7歳年下の小学生・池山真吾。だが、なかなか素直になれず上手くいかないこの恋に、真吾に恋する小沢悦子や悦子に恋する真吾の同級生・坂田歩も絡んでくる。やがて、周知の仲となった久美子と真吾だが、その年齢差故に受験の問題や考え方の違いなど、困難も多い。年齢差も身長差も乗り越えたラブロマンス。
神奈川県の葉山が舞台となっている。

## 登場人物
年齢は初登場時のもの。

### 主人公
加藤 久美子（かとう くみこ）
17歳、高校2年生。水瓶座、A型、158cm。座右の銘は「君子危うきに近寄らず」。
美人で、頭も性格も良いと近所で評判の女の子。野良犬に怯えているところを真吾に助けられて以来、真吾を好きになる。一方的に猛アタックし、両思いになる。真吾が初恋。
小学生の頃はいじめられっ子で、麻生にかばってもらっていた。偏頭痛持ち。成績は学年首席で10位以内から落ちたことがない。普段は温厚な性格だが、泣き虫な上、その分怒らせるとしばらく機嫌が悪くなる。小学校の教師になるのが小学生の頃からの夢。
大学の入学式の日に「美術鑑賞研究会」というサークルに勧誘され、麻生・西崎・五郎も芋づる式に入部させられた。
その後、長年の夢だった小学校教師になるが、続編では教師を辞め、真吾との間に2児をもうけ、真吾と共に「池の湯」を切り盛りしている。
池山 真吾（いけやま しんご）
10歳、小学4年生。身長123cm。12月3日生、射手座、O型。4年の冬には130cmに、6年の春には141.8cmと順調に成長。最終的には175cmまで成長する。
家は銭湯・池の湯。非常に短気で言葉遣いも荒いが、銭湯の掃除は勿論、家の手伝いも良くする（1週間手伝ってお小遣い1,000円、つまり月に4,000円）。運動全般を難なくこなす反面、成績はあまり良くなく、夏休みの宿題は歩に写させてもらったりする。通信簿も図工と国語と体育以外は「がんばりましょう」。中学校に入っても成績の悪さは相変わらずで、400人中396番というひどさ。成績の悪さを見かねた美子が眞を家庭教師として雇う。幼稚園の時は飛行機の運転手になるのが夢だった。美子から「将来の事を考えていない。」と言われるが、実はボイラー技士の資格を取って親孝行したいと考えている。
「真吾」という名には、「信じたことを貫けるように、本当の自分を見失わない強い子になるように」という意味が込められている。
続編では、久美子との間に2児をもうけ、「池の湯」の主人として立派に切り盛りしている。

### 久美子の友人
麻生 啓子（まき けいこ）
小学生の頃からの久美子の友達。蠍座、B型。座右の銘は「立てば芍薬 座れば牡丹 歩く姿は百合の花」。
いじめられっ子だった久美子を唯一かばってくれて、以来大親友。久美子を含め、家族以外のほとんどが「麻生（ちゃん、さん）」と名字で呼ぶ。成績は学年で15位以内。逗子に住んでいる。
大学卒業後、西崎と同棲を始めるが結婚までしたかどうかは不明。
西崎 真琴（にしざき まこと）
麻生の友達。天秤座、A型。座右の銘は「色男 金と力はなかりけり」(?)。
小学生に夢中になっている久美子を心配した麻生が、久美子に年相応の子を、と考え紹介した。真吾一筋の久美子には見向きもされなかったが、2人が両思いになるきっかけを作った人物でもある。麻生のことが好き。大学に入学してからは麻生と付き合うようになり、卒業後には同棲を始める。大船に住んでいる。

### 真吾の友人
坂田 歩（さかた あゆむ）
真吾のクラスメイト。3月3日生、魚座、A型。座右の銘は「温良恭倹譲」。
IQ180の天才児で、某研究所からコンピュータウイルスの分析を依頼されるほど。5ヶ国語（日本語・英語・フランス語・ドイツ語・北京語）話せる。課題の読書感想文に、三島由紀夫の『禁色』を選び、担任を驚愕させる。4歳の頃、両親が離婚し、自分の明晰な頭脳と狡猾さを生かせるであろう父親側に残ることを選ぶ。
悦子のことを好きになるが、真吾一筋の悦子を見守るに徹した。
続編では1児の父親。妻が何者かは不明だが、悦子でもキャロルでもない。同様に以下脇役の結婚関係は明らかにされていない。
小沢 悦子（おざわ えつこ）
真吾のクラスメイト。美人だが気が強い。4年生の時に真吾に告白するが、振られる。それ以来彼にきつい言葉を浴びせるようになる。一度は諦めるが、ドッジボール大会での真吾の雄姿に惚れ直す。中学校では、「真吾くん」と呼ぶようになる。二浪中の兄がいる（中学1年時）。
続編では結婚し子供をもうけるが、離婚する。久美子＆真吾の挙式・披露宴の日の夜ホテルでやけ酒をし、坂田を呼び出し、そんな坂田の部屋に二晩も泊まってしまい、結果としてたかりグセが付いたとか。
根岸 良尚（ねぎし よしひさ）
真吾のクラスメイトで、よく真吾に殴られる。家は花火屋で、自身は十二代目（予定）。
下の名前「良尚」は、読者によって命名された。
続編では、1児の父親となっている。
谷川 広子（せがわ ひろし）
真吾のクラスメイト。病弱で、外見も女の子のよう。母親が過保護。初恋の相手は真吾。
「広子」という名は祖父が命名、広子の"子"は"君子"の"子"という意味があり、心の広い立派な人間になるようにとの意味が込められている。
何も知らないウブな少年というイメージだが、中学校の時も高校の時も（両方とも男子校）付き合っている人がおり、色々経験豊富であることが続編で判明。20歳の時、ジョナサンと付き合うようになる。
ジョナサン=晶=冨嶋（ ―・あきら・とみしま）
6年生の時、父親の仕事の都合でイギリスから来日し、真吾のクラスに転校してきた。関西弁を話す。クォーター。広子と仲が良くなる。親友になりたくて、広子と同じ私立中学を受験し、補欠合格する。
続編では、何人かの女の子と付き合うが、広子と比較しては破局を繰り返していた。20歳の時、広子と付き合うようになる。
キャロル=絵麻=冨嶋（ ―・えま・とみしま）
ジョナサンの妹。4年生。道にうずくまっていたところを助けてくれた歩を好きになる。勘違いが原因で真吾のファーストキスを奪う。転校当初はなかなか日本語を覚えようとしなかった。
続編では、漫画が大好きだが極貧美人女子高生となっている。漫画家・ユキと付き合うようになる。
寺田 あや（てらだ あや）
真吾のクラスメイト。6年生の頃から根岸のことが好き。
橘 穂乃香（たちばな ほのか）
中学校で真吾と同じクラスになった女の子。稲穂の香る秋生まれ。父子家庭。
別の友達と真吾の噂話をしているところを、悦子に嫌味を言われたため当初は仲が悪かったが、その後親友になる。友達のことは下の名前で呼ぶ。
髪型が金色のツインテールなのでジョナサンに「セーラームーンみたいな子」と思われる。ただし作者は「モデルは濱田マリ」と証言している。
高校で知り合った12歳年上の教師・鈴木と結婚、20歳で長女・菜摘を出産する。そのため成人式では振り袖を着れなかった。

### その他
三枝 五郎（さえぐさ ごろう）
真吾の母方の従兄。19歳、双子座。愛知県岡崎市出身。大学生。愛知県内（名古屋市内）の大学に通っていたが、東京の国立大学を受験し直し、合格。真吾の家に居候する。家は代々医者の家系で、父親は総合病院の院長。兄が4人おり、長兄は次期院長、次兄はオカマ、三兄は行方不明、四兄は医大生である（ただし次兄と三兄は最後まで登場しなかった）。
真吾そっくりで、真吾の未来形であると思われる容姿。真吾に「久美子が浮気するならこいつ以外考えられない」とまで言わしめる。真吾のことが大好きで、兄弟ではないが真吾に対して超ブラコン。
初体験は13歳の時。女泣かせの性格、と自認している。眞を自分好みに成長させる。
三枝 偲（さえぐさ しのぶ）
五郎の四番目の兄。医大生。21歳の時に咲子とお見合いをし、婚約する。性格はクールで勘が鋭く、久美子が五郎でなく真吾の彼女だと一目で見抜いた。
笛吹 眞（うすい まどか）
笛吹製薬の娘。高校生。五郎の見合い相手。医者を目指している。男言葉を使い、男のような格好をしているが五郎はすぐに見抜いた。五郎と出会い、女の子らしく（五郎好みに）成長していき、やがて付き合うようになる。真吾の家庭教師をする。
笛吹 咲子（うすい さきこ）
眞の双子の姉。五郎の兄・偲の許婚。ぼんやりした穏やかな性格。
森田 葉介（もりた ようすけ）
歩と同じ中学校の男の子。パソコンなどのメカが大好きで、ミニコミ誌にパソコン関係のコラムを書いていた歩とずっと友達になりたがっていた。気の強い女の子が好きで、悦子のことを好きになる。カート競技をしており、兄は有名なカート選手。
森田 和樹（もりた かずき）
森田の兄。カートの世界選手権でチャンピオン直前まで行ったことのある選手。小学校5,6年生の頃、久美子と同じクラスだった。久美子のことが好きで、彼女をいじめる女子に意見をしたが、結局いじめはひどくなってしまった。イタリアでF3のチームに入り、本格的にレースに参戦する。
西宮 咲良（にしみや さくら）
一色小学校の男性教師。久美子の教育実習の監督役を務める。生徒からは「さくら、さくらちゃん」などと呼ばれる。キャロルが5年生の時の担任で、キャロルに日本語を教え、友達との関係も築かせた。若く見えるが32歳。
吉田 美帆（よしだ みほ）
一色小学校の教師。25歳。キャロルが6年生の時の担任。教育実習の時に、実は当時小学校3年の真吾にいじめられて、自信をなくしたこともある。そのときに咲良に言った台詞が「私教師に向いてないんじゃないでしょうか」。教育実習のときとは裏腹に気の強い性格になったようで、久美子を迎えに来た真吾に対して怖いことを考えることも？

### 家族
池山 美子（いけやま よしこ）
真吾の母親。27歳で実兄（五郎の父親）とは親子ほど年齢が離れており、甥である五郎の長兄より年下。朝は弱い。イタズラ好き。夫・正歳とは15歳で婚約、16歳で結婚、17歳で真吾を出産した。新婚旅行は台湾だった。
久美子とも仲が良く、久美子と嫁と姑ごっこをしては真吾をからかっている。真吾とは親子喧嘩が絶えない。
池山 正歳（いけやま まさとし）
真吾の父親。43歳。妻・美子とは15歳差。亡き父から池の湯の店主を継ぐよう育てられたため中卒。そのせいで妻とは違い、真吾を厳しく叱れない。
加藤 和臣（かとう かずおみ）
久美子の弟。中学生。シスコン。久美子は「カズくん」と呼ぶ。大切な姉を小学生に任せておけないと考え、真吾を認められずにいた。
坂田 淳一（さかた じゅんいち）
歩の父親。36歳。建設会社社長。歩の誘拐事件後、元妻・志保子と食事や旅行をするようになり、歩の小学校卒業と同じ頃に復縁する。
長谷川 志保子（はせがわ しほこ）
歩の母親。親権欲しさに歩（と偶然一緒にいた久美子）を誘拐する。
スミス=冨嶋（―・とみしま）
ジョナサンとキャロルの父親。風景写真家としてイギリスでは結構有名だった。イギリスにいた時、大阪出身の留学生に日本語を教わったため、夫婦共に関西弁を話す。
リズ=冨嶋（ ―・とみしま）
ジョナサンとキャロルの母親。ジョナサンたちには、父親の仕事の都合で来日したことになっているが、実際はリズの仕事の都合。リズの収入はスミスの5倍で、冨嶋家はリズの収入が家計を支えていると言っても過言ではない。

### 次世代
- 真美・健吾・尚・望は同級生。

池山 真美（いけやま まみ）
久美子と真吾の長女。双子の姉。お父さんっ子。見た目だけは久美子にそっくりで近所からも、喋らなければお母さんそっくり、と言われる。性格はとてつもなく凶暴で、健吾をいじめる相手を伸してしまう。小さい頃は言葉を覚えるのが遅く、口癖は「うんこ」だった。
池山 健吾（いけやま けんご）
久美子と真吾の長男。双子の弟。気が弱く、いじめられやすい。母・久美子が憧れの女性。
根岸 尚（ねぎし なお）
良尚の子ども。小さい頃は手のかかる子供だった。真美との関係はまさしく真吾＆良尚に等しいか？
坂田 望（さかた のぞみ）
歩の子供。美人で天才少女で、小さい頃から手のかからない子供だった。性格が少し変わっている。
鈴木 菜摘（すずき なつみ）
穂乃香の長女。

## 書誌情報

### 花とゆめコミックス
- 山田南平『久美子&真吾シリーズ』白泉社〈花とゆめコミックス〉、全5巻
  1. 「130センチのダンディ」1992年4月発行、ISBN 4-592-12331-X
「123cmのダンディ」、「年上の女のコ」、「夏がくれたミラクル」、「130cmのダンディ」を収録。
  2. 「ドッジボールをしよう」1992年11月発行、ISBN 4-592-12332-8
「スキーへ行こう」、「ドッジボールをしよう」を収録。
  3. 「未来予想図」1993年5月発行、ISBN 4-592-12333-6
「夏のお嬢さん」、「未来予想図」を収録。
  4. 「STEP UP」1993年10月発行、ISBN 4-592-12334-4
「STEP UP」、「初めてのKISS」を収録。
  5. 「パリで一緒に」1994年2月発行、ISBN 4-592-12335-2
「パリで一緒に」、「ブラインドデート～殴る価値もない男～」を収録。
- 山田南平『オトナになる方法 久美子&真吾シリーズ6』白泉社〈花とゆめコミックス〉、全10巻
  1. 1994年6月発行、ISBN 4-592-12336-0
  2. 1994年10月発行、ISBN 4-592-12337-9
  3. 1995年1月発行、ISBN 4-592-12338-7
  4. 1995年6月発行、ISBN 4-592-12339-5
  5. 1995年10月発行、ISBN 4-592-12340-9
  6. 1995年12月発行、ISBN 4-592-12774-9
  7. 1996年5月発行、ISBN 4-592-12775-7
  8. 1996年9月発行、ISBN 4-592-12776-5
  9. 1996年12月発行、ISBN 4-592-12777-3
  10. 1997年5月発行、ISBN 4-592-12778-1
- 山田南平『オトナのコドモたち オトナになる方法特別編』白泉社〈花とゆめコミックス〉、全1巻
  1. 2007年8月25日発行、ISBN 978-4-592-17849-1
「BOYS BE AWAKE!」、「オトナのコドモたち」、「オトナのコドモ未満」、「素直になる方法」、「プラスティック・チェリー」story01[1]を収録。

### 白泉社文庫
- 山田南平『オトナになる方法 久美子&真吾シリーズ』白泉社〈白泉社文庫〉、全8巻
  1. 2001年3月20日発行、ISBN 4-592-88133-8
  2. 2001年3月20日発行、ISBN 4-592-88134-6
  3. 2001年6月20日発行、ISBN 4-592-88135-4
  4. 2001年6月20日発行、ISBN 4-592-88136-2
  5. 2001年9月19日発行、ISBN 4-592-88137-0
  6. 2001年9月19日発行、ISBN 4-592-88138-9
  7. 2001年12月19日発行、ISBN 4-592-88139-7
  8. 2001年12月19日発行、ISBN 4-592-88140-0